# 迪格特巴赫河
47°28′04″N 7°48′39″E / 47.46767°N 7.81084°E

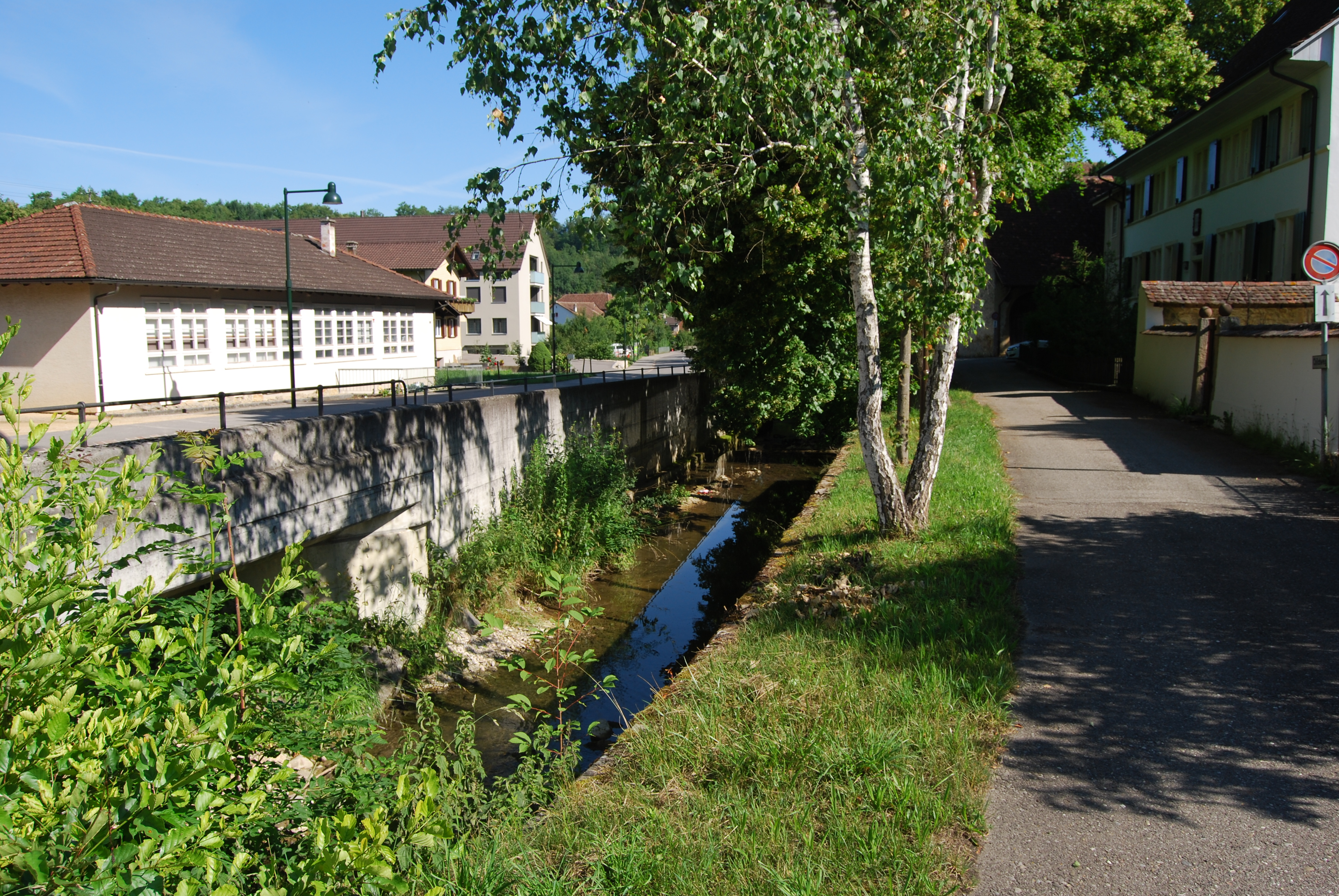

迪格特巴赫河是瑞士的河流，位於該國西北部，流經巴塞爾鄉村州，屬於埃爾戈茨河的左支流，河道全長13公里，流域面積30.8平方公里。